# Геометрія надр
Геометрія надр, гірнича геометрія (англ. underground geometry, нім. Geometrie des Erdinneren) – розділ гірничої науки про структурне розташування та геометричне моделювання форми покладу, властивості корисної копалини та процесів, які протікають у надрах, а також про вирішення різноманітних інженерних задач на основі цього моделювання. 
Геометрія надр сприяє раціональному та ефективному використанню надр і дає можливість на основі даних розвідки та експлуатації родовища достовірно відображати структуру, форму, умови залягання, розподіл властивостей корисних копалин, процеси, які виникають при веденні гірничих робіт. Для вирішення цих завдань геометрія надр використовує засоби геології, геометрії, математичної статистики, теорії ймовірностей, нарисної геометрії та ін.

## Геометричні Параметри Тіл Корисних Копалин
Геометричні параметри тіл корисних копалин (-их, -ів, -…, мн. * рос. геометрические параметры тел полезных ископаемых, англ. geometrical parameters of minerals (ore) bodies; нім. geometrischer Parameter der Bodenschätzekörper (Erzkörper)) – лінійні та кутові величини, що чисельно і геометрично характеризують в окремих місцях (точках) розмір, форму, будову, умови та межі залягання і положення в надрах пластів, покладів, жил та інших тіл твердих корисних копалин. Сукупність геометричних параметрів дозволяє скласти загальне геометричне уявлення про розміщення корисних копалин у надрах.